# بولان، سورسوگون
بولان، سورسوگون (به لاتین: Bulan, Sorsogon) یک منطقهٔ مسکونی در فیلیپین است که در سوروسوگون واقع شده‌است.

## خصوصیات
بولان ۱۹۶٫۹۶ کیلومترمربع مساحت و ۱۰۰٬۰۹۶ نفر جمعیت دارد.